# Nördlicher Neuguinea-Filander
Der Nördliche Neuguinea-Filander (Thylogale browni) ist eine Känguruart aus der Gattung der Filander (Thylogale). Bis vor kurzem galt sie als Unterart des Neuguinea-Filanders.
Der Artzusatz im wissenschaftlichen Namen ehrt den Priester George Brown D. D., der auch als Forscher tätig war.

## Merkmale
Es sind relativ kleine, stämmig gebaute Vertreter der Kängurus, sie erreichen ein Gewicht von drei bis neun Kilogramm. Ihr Fell ist an der Oberseite dunkelbraun gefärbt, die Unterseite ist heller. Wie bei den meisten Kängurus sind die Hinterbeine lang und kräftig, die Vorderbeine hingegen deutlich kürzer.
Die Art ähnelt dem Gebirgsfilander (Thylogale lanatus) im äußeren Erscheinungsbild.  Beiden Arten fehlen heller Streifen auf den Hüften sowie gelbe Schattierungen auf den Haarspitzen der Unterseite. Beim Nördlichen Neuguinea-Filander können die Haare der Unterseite eine graue Basis und weiße Spitzen besitzen oder völlig grau sein. Verglichen mit dem Gebirgsfilander ist das Fell weniger wollig, der Schwanz weniger behaart und kein heller Mantel auf der Schulter vorhanden. Die Art hat 10,0 bis 16,7 cm lange Hinterfüße und 3,9 bis 6,0 cm lange Ohren. Weibchen sind mit einer Kopfrumpflänge von 48,7 bis 56,0 cm sowie mit einer Schwanzlänge von 30,0 bis 42,5 cm kleiner als Männchen. Letztere erreichen eine Kopfrumpflänge von 53,5 bis 66,7 cm und eine Schwanzlänge von 36,6 bis 52,0 cm.

## Verbreitung und Lebensweise
Diese Tiere leben im nördlichen und nordöstlichen Neuguinea, daneben auch auf den Inseln des Bismarck-Archipels, die Bestände dort wurden aber vermutlich vom Menschen eingeführt. Ihr Lebensraum sind tropische Wälder. Über die Lebensweise ist kaum etwas bekannt, vermutlich sind sie wie alle Filander nachtaktive Einzelgänger, die sich von Gräsern und Blättern ernähren.

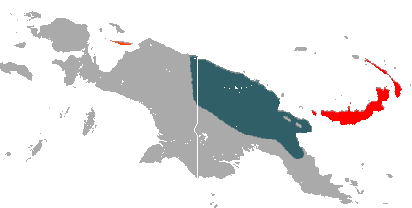
Verbreitungskarte von Thylogale browni blau natürliches Vorkommen, rot eingeführt

Die Art bevorzugt vermutlich Sekundärwälder und Waldränder, wobei sie in Höhenlage Grasländer besucht. Ein Wurf besteht gewöhnlich aus einem Jungtier.

## Status
Die Hauptbedrohung für diese Tiere stellt die Jagd auf ihr Fleisch dar. Die IUCN schätzt, dass die Gesamtpopulation in den letzten 15 bis 20 Jahren um über 30 % zurückgegangen ist und listet die Art als „gefährdet“ (vulnerable).

## Belege
1. ↑  
Beolens, Watkins & Grayson: The Eponym Dictionary of Mammals. Johns Hopkins University Press, Baltimore 2009, ISBN 978-0-8018-9304-9, S. 59 (englisch, Brown).
2. ↑  
T. F. Flannery: Taxonomic Revision of the Thylogale brunii Complex. In: Australian Mammal Society. Band 15, 1992, S. 14–16 (englisch, google.se).
3. 1 2  
Thylogale browni in der Roten Liste gefährdeter Arten der IUCN. Eingestellt von: Leary, T., Seri, L., Flannery, T., Wright, D., Hamilton, S., Helgen, K., Singadan, R., Menzies, J., Allison, A. & James, R., 2016. Abgerufen am 26. Februar 2018..